# Heike Walpot

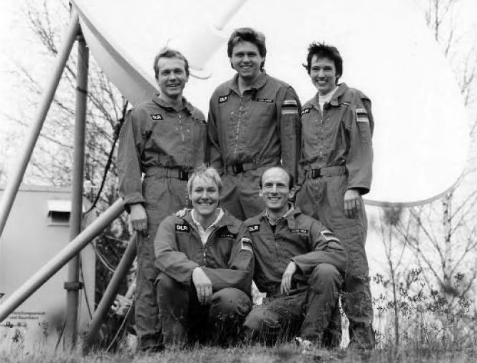
Zweite DLR-Auswahlgruppe, Heike Walpot unten links

Heike Walpot (* 19. Juni 1960 als Heike John in Düsseldorf, Nordrhein-Westfalen) ist eine deutsche Verkehrspilotin und Ärztin, die als Leistungsschwimmerin und Raumfahreranwärterin bekannt wurde.

## Leben

### Jugend
Aufgewachsen ist Heike Walpot in Aachen als Tochter des Sportpädagogen und emeritierten Professors der ehemaligen Pädagogischen Hochschule Rheinland, Abteilung Aachen, Hans-Georg John (* 1929). Nach vier Jahren auf der Grundschule wechselte sie auf das St. Leonhard Gymnasium. In dieser Zeit begann sie mit Leistungssport und wurde schon bald eine erfolgreiche Schwimmerin. Bereits zwei Jahre nach Trainingsbeginn wurde sie 1974 Mitglied der deutschen Schwimm-Nationalmannschaft (bis 1981), belegte im folgenden Jahr bei den Jugendeuropameisterschaften vordere Plätze und wurde über 100 und 200 Meter Rücken deutsche Vizemeisterin. 1976 nahm sie an den Olympischen Spielen in Montreal teil, erreichte allerdings keinen der Endläufe. Bei den Europameisterschaften im schwedischen Jönköping gewann sie 1977 mit der 4-mal-100-Meter-Lagenstaffel die Bronzemedaille, belegte über 100 Meter Rücken Platz 7 und wurde über 100 Meter Rücken EM-Achte. 1978 unterbot sie als erste bundesdeutsche Schwimmerin über 400 Meter Lagen die 5-Minuten-Marke und blieb über 200 Meter Rücken erstmals unter 2:20 Minuten. Insgesamt nahm sie in ihrer Karriere an über 50 internationalen Wettkämpfen teil, stellte 13 deutsche Rekorde auf, war acht Mal Deutsche Meisterin und neun Mal Vizemeisterin.

### Ausbildung
Nach dem Abitur studierte Walpot ab 1980 an der Rheinisch-Westfälischen Technischen Hochschule (RWTH) Medizin. Ihr Physikum legte sie erfolgreich nach vier Semestern ab und promovierte 1986 zum „Dr. med.“ Sie spezialisierte sich auf Anästhesiologie und Intensivmedizin und trat Anfang 1987 eine Stelle als Assistenzärztin in der Abteilung Anästhesiologie des Klinikums der RWTH an. Sie suchte nach Möglichkeiten für bessere Filter von Blutkonserven, oder nach neuen Verfahren, Verunreinigungen von Infusionslösungen zu mindern. Für Ärzte und Schwestern produzierte sie einen Lehrfilm.

### Bewerbung
Im August 1986 hatte die damalige Deutsche Forschungs- und Versuchsanstalt für Luft- und Raumfahrt (DFVLR) – Vorgängerin des heutigen Deutschen Zentrums für Luft- und Raumfahrt – im Auftrag des Bundesforschungsministeriums in allen großen Tageszeitungen nach Wissenschaftsastronauten für den zweiten deutschen Spacelab-Flug (D-2) gesucht. Gefordert wurde ein abgeschlossenes Hochschulstudium in Physik, Chemie, Biologie, Medizin, oder Ingenieurwissenschaften sowie eine mehrjährige Forschungstätigkeit. Darüber hinaus war ein Doktorgrad in den genannten Bereichen von Vorteil. Ein guter psychischer und physischer Allgemeinzustand sowie ausgezeichnete Englischkenntnisse verbunden mit einer Altershöchstgrenze von 35 Jahren wurden vorausgesetzt.
Es war Heikes damaliger Mann, der aus Belgien stammende (und heute für das ZDF arbeitende) Luc Walpot, der sie ermutigte sich zu bewerben. Er hatte die Anzeige entdeckt und sie seiner Frau vorgelegt.
Auf den Aufruf meldeten sich 1799 nationale Interessenten, von denen aber nur 40 Prozent die geforderten Kriterien erfüllten. 312 Bewerber kamen in die engere Wahl. Nach der ersten medizinischen Befragung nach erblichen und allergischen Erkrankungen oder Fehlsichtigkeit mussten weitere 76 aufgeben. Diese 236 Bewerber wurden den unterschiedlichsten Wissens- und psychologischen Prüfungen unterzogen. Nur 23 (9,7 Prozent) blieben übrig. Die anschließenden Gesundheitstests (Gleichgewicht, Kreislauf) ließen weitere zehn Kandidaten scheitern. Am Ende hatten sich 13 Personen (9 Männer und 4 Frauen) durchgesetzt. Eine Jury, der auch die drei Alt-Astronauten Merbold, Furrer und Messerschmid angehörten, siebte schließlich die fünf Anwärter aus.
Der damalige Forschungsminister Riesenhuber stellte die fünf Finalisten im August 1987 der Öffentlichkeit vor. Neben Heike Walpot (mit 27 Jahren die Jüngste im Team) verstärkten die Lehrerin und Meteorologin Renate Brümmer sowie die Physiker Gerhard Thiele, Hans Schlegel und Ulrich Walter das deutsche Astronautenkorps.

### Training
Die fünf Raumfluganwärter begannen im März 1988 am Sitz der DFVLR in Köln mit dem eigentlichen Astronautentraining (erste „Schnupperkurse“ gab es bereits vorher, so unternahm die Gruppe Ende 1987 in den USA ihre ersten Parabelflüge). 1990 kamen mit Ausnahme von Walpot alle als Nutzlastspezialisten für den zweiten deutschen Spacelab-Flug (D-2) in die engere Wahl. Seitdem trainierten die vier Deutschen abwechselnd in Köln sowie in Huntsville am Marshall-Raumflugzentrum und dem Johnson Space Center in Houston.
Nachdem 1992 die endgültige Wahl für die Teilnahme an STS-55 auf Schlegel und Walter gefallen war, entschied sich Walpot, das deutsche Raumfahrerteam wieder zu verlassen. Während des D-2-Fluges arbeitete sie im DLR-Zentrum in Oberpfaffenhofen als Verbindungssprecherin. Anschließend baute sie das internationale Umweltprojekt GLOBE (Global Learning and Observations to Benefit the Environment) mit auf. Im Sommer 1996 wechselte sie als Pilotin zur Deutschen Lufthansa und steuerte als Kopilotin Maschinen vom Typ Boeing 737 und später Boeing 747.

### Privates
Heike Walpot ist in zweiter Ehe mit dem Raumfahrer Hans Wilhelm Schlegel verheiratet, hat mit ihm drei Kinder sowie eine Tochter aus erster Ehe.